# كريستوف بوتين
كريستوف بوتين (بالفرنسية: Christophe Boutin)‏ هو عالم سياسة فرنسي، ولد في 28 أكتوبر 1959 في فرنسا.